# 위룽광
위룽광(于榮光, 1958년 8월 30일 ~ )은 중국의 배우, 무술가이다.

## 출연 작품

### 영화
- 진용 (1990)
- 철마류 (1993)
- 프로젝트 S (1993)
- 동방불패 2: 풍운재기 (1993)
- 007 북경특급 (1994)
- 이연걸의 영웅 (1995)
- 풍운 (1998)
- 상하이 눈 (2000)
- 무사 (2001)
- 뉴 폴리스 스토리 (2004)
- 성룡의 신화 (2005)
- 삼국지: 용의 부활 (2008)
- 뮬란: 전사의 귀환 (2009) - 화후 역 (뮬란의 아버지)
- 대병소장 (2010)
- 베스트 키드 (2010)
- 폴리스 스토리 2014 (2013)
- 성룡의 아시수 (2015)
- 신영웅문 : 천년의 비밀 (2018)

### 텔레비전
- 삼국연의 (1994)
- 삼국 (2010)
- 홍고량 (2014)
- 무신 조자룡 (2016)
- 경여년 (2019)